# Leichtathletik-Weltmeisterschaften 2023/Teilnehmer (Uganda)
| Goldmedaillen | Silbermedaillen | Bronzemedaillen |
| ------------- | --------------- | --------------- |
| 2             | –               | –               |

Der Leichtathletikverband von Uganda nahm an den Leichtathletik-Weltmeisterschaften 2023 in Budapest teil. 21 Athletinnen und Athleten wurden vom ugandischen Verband nominiert.

## Medaillengewinner
| Medaille | Athletin         | Disziplin |
| -------- | ---------------- | --------- |
| Gold     | Joshua Cheptegei | 10.000 m  |
| Gold     | Victor Kiplangat | Marathon  |

### Männer

#### Laufdisziplinen
| Athlet               | Disziplin        | Vorlauf         | Vorlauf | Halbfinale | Halbfinale | Finale          | Finale |
| Athlet               | Disziplin        | Zeit            | Platz   | Zeit       | Platz      | Zeit            | Platz  |
| -------------------- | ---------------- | --------------- | ------- | ---------- | ---------- | --------------- | ------ |
| Tarsis Orogot        | 200 m            | 20,44 s         | 04      | 20,26 s    | 03         | DNQ             | DNQ    |
| Tom Dradriga         | 800 m            | 1:48,60 min     | 07      | DNQ        | DNQ        | –               | –      |
| Salim Abu Mayanja    | 1500 m           | 3:38,15 min     | 12      | DNQ        | DNQ        | –               | –      |
| Oscar Chelimo        | 5000 m           | 13:33,40 min PB | 05      |            |            | DNF             | DNF    |
| Jacob Kiplimo        | 5000 m           | DNS             | DNS     |            |            | DNQ             | DNQ    |
| Joshua Cheptegei     | 5000 m           | DNS             | DNS     |            |            | DNQ             | DNQ    |
| Joshua Cheptegei     | 10.000 m         |                 |         |            |            | 27:51,42 min PB | Gold   |
| Jacob Kiplimo        | 10.000 m         |                 |         |            |            | DNS             | DNS    |
| Joel Ayeko           | 10.000 m         |                 |         |            |            | DNF             | DNF    |
| Rogers Kibet         | 10.000 m         |                 |         |            |            | 29:10,07 min    | 22     |
| Victor Kiplangat     | Marathon         |                 |         |            |            | 2:08:53 h       | Gold   |
| Stephen Kissa        | Marathon         |                 |         |            |            | 2:10:22 h       | 05     |
| Andrew Rotich Kwemoi | Marathon         |                 |         |            |            | DNF             | DNF    |
| Leonard Chemutai     | 3000 m Hindernis | 8:24,74 min     | 05      |            |            | 8:21,61 min     | 12     |

## Ergebnisse

### Frauen

#### Laufdisziplinen
| Athletin            | Disziplin        | Vorlauf      | Vorlauf | Halbfinale  | Halbfinale | Finale          | Finale |
| Athletin            | Disziplin        | Zeit         | Platz   | Zeit        | Platz      | Zeit            | Platz  |
| ------------------- | ---------------- | ------------ | ------- | ----------- | ---------- | --------------- | ------ |
| Halimah Nakaayi     | 800 m            | 1:59,68 min  | 01      | 1:58,89 min | 03         | 1:59,18 min     | 08     |
| Winnie Nanyondo     | 1500 m           | 4:10,55 min  | 12      | DNQ         | DNQ        | –               | –      |
| Prisca Chesang      | 5000 m           | 15:37,02 min | 16      |             |            | DNQ             | DNQ    |
| Stella Chesang      | 5000 m           | 15:14,89 min | 13      |             |            | DNQ             | DNQ    |
| Stella Chesang      | 10.000 m         |              |         |             |            | 31:40,04 min SB | 10     |
| Sarah Chelangat     | 10.000 m         |              |         |             |            | 32:38,90 min SB | 16     |
| Mercyline Chelangat | Marathon         |              |         |             |            | 2:31:40 h       | 18     |
| Rebecca Cheptegei   | Marathon         |              |         |             |            | 2:29:34 h SB    | 14     |
| Doreen Chesang      | Marathon         |              |         |             |            | 2:32:11 h       | 21     |
| Peruth Chemutai     | 3000 m Hindernis | 9:20,03 min  | 03      |             |            | 9:10,26 min PB  | 7      |